# Cory Everson
Corinna Kneuer (ur. 4 stycznia 1958 w Racine w stanie Wisconsin) – amerykańska kulturystka, autorka i aktorka, znana pod pseudonimem artystycznym Cory (lub Corey) Everson, albo jako Female Arnold (pol. „żeński Arnold”). Siostra aktorki Cameo Kneuer.
Urodziła się jako Corinna Kneuer. W 1982 wyszła za Jeffa Eversona (1951-2019), z którym rozwiodła się w 1996. Pomimo rozwodu pozostali sobie bliscy. W 1998 wyszła za kosmetycznego dentystę Steve Donia.

## Osiągnięcia kulturystyczne
- 1980:
  - Ms. Mid America – całkowita zwyciężczyni
- 1981:
  - Ms. Midwest Open – całkowita zwyciężczyni
- 1984:
  - IFBB Ms. Olympia – I m-ce
- 1985:
  - IFBB Ms. Olympia – I m-ce
- 1986:
  - IFBB Ms. Olympia – I m-ce
- 1987:
  - IFBB Ms. Olympia – I m-ce
- 1988:
  - IFBB Ms. Olympia – I m-ce
- 1989:
  - IFBB Ms. Olympia – I m-ce

## Filmografia
| Rok  | Tytuł                | Rola         | Inne uwagi |
| 1986 | The Morning After    | Miss Olympia |            |
| 1991 | Double Impact        | Kara         |            |
| 1994 | Natural Born Killers | TV Mallory   |            |
| 1995 | Ballistic            | Claudia      |            |
| 1996 | Felony               | Sondra       |            |

Zagrała też w niektórych filmach telewizyjnych, m.in. w serialu Herkules, w którym zagrała postać Atalanty.